# ذى الشاثة (الشعر)

تعديل مصدري - تعديل

ذى الشاثة محلة تابعة لقرية ذى صية، التابعة لعزلة القابل الاسفل بمديرية الشعر إحدى مديريات محافظة إب في الجمهورية اليمنية، بلغ تعداد سكانها 31 حسب تعداد اليمن لعام 2004.